# Grand Prix Formule 1 van Hongarije 2005
De Grand Prix Formule 1 van Hongarije 2005 werd verreden op 31 juli op de Hungaroring in Mogyoród nabij Boedapest.

## Uitslag
| Pos. | Nr. | Coureur              | Constructeur        | Rondes | Tijd / Oorzaak uitval | Grid | Punten |
| ---- | --- | -------------------- | ------------------- | ------ | --------------------- | ---- | ------ |
| 1    | 9   | Kimi Räikkönen       | McLaren - Mercedes  | 70     | 1:37:25.552           | 4    | 10     |
| 2    | 1   | Michael Schumacher   | Scuderia Ferrari    | 70     | +35.581               | 1    | 8      |
| 3    | 17  | Ralf Schumacher      | Toyota              | 70     | +36.129               | 5    | 6      |
| 4    | 16  | Jarno Trulli         | Toyota              | 70     | +54.221               | 3    | 5      |
| 5    | 3   | Jenson Button        | BAR-Honda           | 70     | +58.832               | 8    | 4      |
| 6    | 8   | Nick Heidfeld        | Williams-BMW        | 70     | +1:08.375             | 12   | 3      |
| 7    | 7   | Mark Webber          | Williams-BMW        | 69     | +1 Ronde              | 16   | 2      |
| 8    | 4   | Takuma Sato          | BAR-Honda           | 69     | +1 Ronde              | 10   | 1      |
| 9    | 6   | Giancarlo Fisichella | Renault             | 69     | +1 Ronde              | 9    |        |
| 10   | 2   | Rubens Barrichello   | Scuderia Ferrari    | 69     | +1 Ronde              | 7    |        |
| 11   | 5   | Fernando Alonso      | Renault             | 69     | +1 Ronde              | 6    |        |
| 12   | 19  | Narain Karthikeyan   | Jordan-Toyota       | 67     | +3 Rondes             | 18   |        |
| 13   | 18  | Tiago Monteiro       | Jordan-Toyota       | 66     | +4 Rondes             | 20   |        |
| 14   | 12  | Felipe Massa         | Sauber - Petronas   | 63     | +7 Rondes             | 14   |        |
| NC   | 21  | Christijan Albers    | Minardi - Cosworth  | 59     | +11 Rondes            | 17   |        |
| DNF  | 11  | Jacques Villeneuve   | Sauber - Petronas   | 56     | Motor                 | 15   |        |
| DNF  | 10  | Juan Pablo Montoya   | McLaren - Mercedes  | 41     | Aandrijfas            | 2    |        |
| DNF  | 20  | Robert Doornbos      | Minardi - Cosworth  | 26     | Hydrauliek            | 19   |        |
| DNF  | 14  | David Coulthard      | Red Bull - Cosworth | 0      | Ongeluk               | 13   |        |
| DNF  | 15  | Christian Klien      | Red Bull - Cosworth | 0      | Ongeluk               | 11   |        |

## Wetenswaardigheden
- Rondeleiders: Michael Schumacher 28 (1-15; 23-35), Juan Pablo Montoya 10 (16-22; 38-40) en Kimi Räikkönen 32 (36-37; 41-70).

## Standen na de Grand Prix

### Coureurs
| Positie | Nummer | Rijder             | Team             | Punten |
| ------- | ------ | ------------------ | ---------------- | ------ |
| 1       | 5      | Fernando Alonso    | Renault          | 87     |
| 2       | 9      | Kimi Räikkönen     | McLaren          | 61     |
| 3       | 1      | Michael Schumacher | Scuderia Ferrari | 55     |
| 4       | 16     | Jarno Trulli       | Toyota           | 36     |
| 5       | 10     | Juan Pablo Montoya | McLaren          | 34     |

### Constructeurs
| Positie | Nummers | Team             | Rijders                               | Punten |
| ------- | ------- | ---------------- | ------------------------------------- | ------ |
| 1       | 5 6     | Renault          | Fernando Alonso Giancarlo Fisichella  | 117    |
| 2       | 9 10    | McLaren          | Kimi Räikkönen Juan Pablo Montoya     | 107    |
| 3       | 1 2     | Scuderia Ferrari | Michael Schumacher Rubens Barrichello | 86     |
| 4       | 16 17   | Toyota           | Jarno Trulli Ralf Schumacher          | 70     |
| 5       | 7 8     | Williams         | Mark Webber Nick Heidfeld             | 52     |

## Statistieken
| Snelste ronde | Kimi Räikkönen | McLaren - Mercedes | 1:21.219 |

## Noot
- Dit was de 25ste podiumplaats voor Kimi Räikkönen en voor Ralf Schumacher.

1936 · 1986 · 1987 · 1988 · 1989 · 1990 · 1991 · 1992 · 1993 · 1994 · 1995 · 1996 · 1997 · 1998 · 1999 · 2000 · 2001 · 2002 · 2003 · 2004 · 2005 · 2006 · 2007 · 2008 · 2009 · 2010 · 2011 · 2012 · 2013 · 2014 · 2015 · 2016 · 2017 · 2018 · 2019 · 2020 · 2021 · 2022 · 2023 · 2024 · 2025 · 2026 · 2027 · 2028 · 2029 · 2030 · 2031 · 2032